# Montgardon
Montgardon foi uma comuna francesa na região administrativa da Normandia, no departamento Mancha. Estendia-se por uma área de 13,31 km². Em 2010 a comuna tinha 414 habitantes (densidade: 31,1 hab./km²).
Em 1 de janeiro de 2016, passou a formar parte da nova comuna de La Haye.